# Sibrama
Sibrama is een bestuurslaag in het regentschap Banyumas van de provincie Midden-Java, Indonesië. Sibrama telt 2556 inwoners (volkstelling 2010).